# Мандельгрен, Нильс
Нильс Монссон Мандельгрен (швед. Nils Månsson Mandelgren; 17 июля 1813, приход Вэсби, провинция Сконе, Швеция — 1 апреля 1899, Стокгольм) — шведский учёный, археолог, художник, фольклорист, коллекционер, историк искусства, инженер, искусствовед, исследователь древней шведской культуры, общественный деятель.

## Биография
Родился на ферме. Рано остался сиротой, жил в бедности. С детства проявил способности к рисованию и живописи, в двенадцатилетнем возрасте зарабатывал на жизнь, украшая предметы утвари у соседей. На способного юношу обратил внимание граф Якоб Густав Делагарди, который помог ему поступить в Королевскую высшую художественную школу в Стокгольме и стать художником.
После окончания Школы отправился в Копенгаген, где изучал археологию и историю искусств. Тогда же Н. Мандельгрен заинтересовался средневековыми церквями и церковным искусством средних веков. Сохранял этот интерес всю свою жизнь, бо́льшую часть своей жизни провёл, спасая шведские средневековые церкви и сокровища шведского искусства.
Совершил двухлетнюю учебную поездку по Германии, Италии и Франции. Стал опытным графиком и после возвращения в Швецию в 1843 году, работал, в основном, рисовальщиком и реставратором старых картин.
Н. Мандельгрен был одним из первых, кто в своё время активно собирал и документировал фольклор, работая с простыми шведами. В летний период путешествовал по Швеции с задачей описать церкви и древние памятники страны.
Работал над улучшением ремёсел и совершенствованием художественного образования, особенно, для простых слоёв населения.
В 1845 году основал Гильдию художников, а в 1847 году — пенсионный фонд для художников и писателей. Осенью 1844 года Н. Мандельгрен основал «Союз друзей кустарных ремесел Швеции», а в октябре 1845 года открыл «Воскресную школу рисования», которая после его смерти была преобразована в Констфак и Шведскую ассоциацию художников и ремесленников.
Его коллекции находятся ныне в Лундском университете. Здесь собрана коллекция акварелей, рисунков, описаний и заметок, созданных и составленных им при жизни. Коллекция насчитывает около 100 000 единиц хранения и является ценным источником для культурной истории страны с древнейших времен до современников Мандельгрена. Основную часть составляют рисунки и фотографии, сделанные им самим во время своих путешествий по стране.

## Избранные труды
- «Monuments scandinaves du moyen âge» (1853—1863),
- «Samlingar til svenska konst- och odlinghistorien» (1866—1868)
- «Form genom tiden, människans rum och ting». Specialnummer av FORM. ISSN 0015-766X
- «Bra Böckers Bokförlag» и многое другое.